# 岡田克也
岡田克也（日语：／ Okada Katsuya ?，1953年7月14日—），日本政治家，曾任日本副總理，現任眾議院議員、立憲民主党常任顧問，並8次當選眾議院議員。
岡田是政府官員出身，他在1976年畢業於東京大學法學部之後即加入通商產業省工作。其後他先后辗转于自民党、新生党、国民之声、民政党等五个党派，並於1998年隨著民政党與民主黨合併加入民主党。2004年接任菅直人擔任民主黨代表（黨魁），2005年因選舉失利而辭任黨代表。2009年，民主黨在眾議院選舉中獲勝，新任首相鳩山由紀夫委任岡田為外務大臣，2010年卸任外相。2015年再次當選民主黨代表，民主黨與維新黨合併成民進黨後，成為首任民進黨代表。2016年，因民進黨於參議院選舉失利，岡田辭任黨代表負責。2022年就任立憲民主党幹事長，2024年轉任常任顧問。

## 生平

### 早年
冈田克也出生在日本三重县四日市市一个商人的家庭。早在1758年，他的祖先就在这里作为“行商”从事着棉花、麻织品、零用百货等的生意，创办了“冈田屋”。其第八代传人冈田卓也也就是冈田克也的父亲，把事业拓展成为由国内外142家企业组成的大型跨国零售集团“永旺”，冈田卓也也成了日本超市业的巨头。
1976年，冈田克也从东京大学毕业，随后通过国家公务员资格考试进入通商产业省工作，長達13年。
1985年，冈田克也被派遣到美国哈佛大学国际问题研究所作了一年的研究员，这段经历让他开始对政治产生了兴趣。

### 踏入政界
1988年，冈田克也进入政界。1990年1990年代表自由民主黨參加第39屆眾議院議員總選舉，順利當選。1993年因贊成宮澤內閣不信任案，與羽田孜、小澤一郎等反主流派脫離自民黨，隨後先後參加組建新生黨、新進黨。1998年參加將國民之聲、民政黨等黨派改組等民主黨的工作。1998年4月，隨著民政党與民主黨合併，冈田克也加入民主党，是他参加的第六个政党。加入民主党后，冈田克也担任民主党政策调查会代理会长、“影子内阁”的财政和金融大臣。2000年9月，民主党改组领导层人事，冈田克也出任政调会长。2002年起担任民主党干事长，2004年5月13日接任民主党党首。
冈田克也担任民主党党首后，极力主张民主党不作“在野党”，而要作“政权准备党”。在他的领导下，日本民主党在参议院和东京都议会选举中都获得了“跃进”。
2004年，日本民主黨代表菅直人因不交社保费丑闻曝光后辞职，岡田接任民主黨第4任代表，帶領民主黨在當年的參議員選舉中取得比自民党更多的得票。
2005年8月，時任日本首相小泉纯一郎因為日本郵政民營化議題宣佈解散国会，並舉行大選。由於民主黨在是次選舉中慘敗，岡田辭任民主黨代表，為選舉失利負責。
2006年9月，伴随着民主党高层的人事变化，冈田克也重新出任民主党副代表。2007年以来，冈田克也先后担任民主党政治改革推进本部部长、众议院预算委员会首席理事、民主党地球温暖化对策本部部长等。
2009年3月，小泽一郎因为秘书涉嫌接受违法献金而辞去民主党党魁，冈田克也决定竞选党魁，但在5月16日选举时以微弱之差输给了鸠山由纪夫，5月17日他出任民主党干事长。
2009年9月16日，新任首相鳩山由紀夫指定出任外務大臣。2010年6月8日，在菅直人内阁里再度留任外务大臣。
2010年9月17日，卸任日本外相、轉任日本民主黨幹事長。前原誠司繼任外相。
2011年12月，擔任民主黨行政改革調查會長。
2012年1月13日，野田改造內閣中副總理兼行政改革擔當大臣兼社會保障・税一體改革擔當大臣兼公務員制度改革擔當大臣兼內閣府特命擔當大臣（行政刷新）。12月26日，退任副總理。
2015年1月19日，在民主黨代表選舉中勝出，接替海江田萬里再度出任民主黨代表。
2016年3月27日，日本民主黨與維新黨合併成民進黨，成為首任民進黨代表。2016年9月15日，因民進黨於參議院選舉失利，岡田宣佈將不會尋求連任黨代表。
2020年9月4日，岡田加入立憲民主黨。2022年8月26日，就任立憲民主党幹事長，2024年9月24日卸任，同年10月1日轉任常任顧問。

## 政治主張
在时下日本的政治家中，冈田克也对经济问题和社会福利问题也很内行，他的一贯主张是：创造一个强有力的经济和确保社会公平应该，是并行不悖的。
冈田克也在日本安全保障等问题上也具有相当的影响。1999年6月24日，日本民主党发表了“安全保障基本政策”，其中强调日本必须尽快建立“紧急事态法制”、正式参加联合国军等等，这个文件就是以冈田克也为首制定的。冈田克也主张国会应该讨论修改宪法问题，并在1997年6月加入跨党派团体“推进设置宪法调查会议员联盟”。但是，冈田克也不同意在宪法中写上“集体自卫权”的条款，认为必须明确规定不准自卫队在海外行使武力。
2004年8月15日，冈田克担任党首的日本民主党发表了一个“终战日声明”，提出要在反省历史的基础上，思考新时代日本的作用，并与亚洲各国重新建立相互信赖和合作的关系。日本民主党和冈田克也本人也多次表示反对小泉纯一郎过度亲美的政策以及参拜靖国神社的行为，他还提出了建立国立纪念设施的方案。
虽然冈田克也的国家观和政策不为人所熟知，但是他在批评小泉政府的亲美路线的同时，对于亚洲各国——特别是中国和韩国——的言论却非常引人注目。关于靖国神社供奉甲级战犯一事，他指出：“我对于对战争负有责任的人被一起祭祀，感觉非常抵触。” 
在2005年中国反日示威活动的时候，小泉政府对中国颇有微词的同时，他也严厉批评了小泉政府的亚洲政策。虽然他在就任日本民主党党魁之前参拜过靖国神社，但是担任党魁后就停止了。他指出：“中国的作用与美国一样是非常重要的。首相固执己见，参拜靖国神社，严重损害国家利益。”
关于东海油田问题，冈田克也在与中华人民共和国驻日本国大使武大伟会谈的时候表示：“微妙的问题应该在重视信任关系的情况下对话。”基本上，在外交政策方面，比起本国，他更加尊重对方国家的立场，似乎是为了符合对方国家的利益那样批评日本政府的政策，他的特色就是“关照”对方国家的外交。

## 家族 親族
- 外高祖父 美濃部貞亮（衆議院議員）
- 姻曾祖父 村上紋四郎（衆議院議員）
- 姻祖父 村上常太郎（最高檢察廳次長檢事）
- 父 岡田卓也（永旺集團名譽會長）
- 岳父 村上信二郎（衆議院議員）
- 襟弟 速水融（慶應義塾大學名譽教授）
- 姻伯父 村上孝太郎（參議院議員）
- 兄 岡田元也（永旺株式会社会长）
- 妻舅 村上誠一郎（衆議院議員）
- 弟 岡田昌也（中日新聞（東京新聞）政治局局長）

## 系譜
岡田家
```
　　　　　　　　　　　　　　　　　　　　　　　　　　　　　┏元也
惣左衛門━惣右衛門━惣助━惣八━惣右衛門━惣右衛門━卓也━╋克也
　　　　　　　　　　　　　　　　　　　　　　　　　　　　　┗昌也

```

## 相關項目
- 鳩山由紀夫內閣
- 永旺集團

## 外部連結
- 岡田克也官方網站 （页面存档备份，存于）（日語）
- 岡田克也官方博客 （页面存档备份，存于）（日語）
- 民主黨三重縣總支部聯合會（日語）

| 官衔                    | 官衔                                                   | 官衔              |
| ----------------------- | ------------------------------------------------------ | ----------------- |
| 前任： 菅直人（2009年） | 日本副總理 2012年1月13日－2012年12月26日               | 繼任： 麻生太郎   |
| 前任： 中曾根弘文       | 外務大臣 第142代、第143代 2009年9月16日－2010年9月17日 | 繼任： 前原誠司   |
| 政党职务                |                                                        |                   |
| 前任： 海江田萬里       | 民主黨代表 第11代：2015年－2016年                      | 繼任： 無         |
| 前任： 菅直人           | 民主黨代表 第4代：2004年－2005年                       | 繼任： 前原誠司   |
| 前任： 菅直人           | 民主黨政策調査會長 第4代：2000年－2002年               | 繼任： 海江田万里 |